# Hippoglossina tetrophthalma
Hippoglossina tetrophthalma är en fiskart som först beskrevs av Gilbert, 1890.  Hippoglossina tetrophthalma ingår i släktet Hippoglossina och familjen Paralichthyidae. IUCN kategoriserar arten globalt som livskraftig. Inga underarter finns listade i Catalogue of Life.